# Koro (Figi)

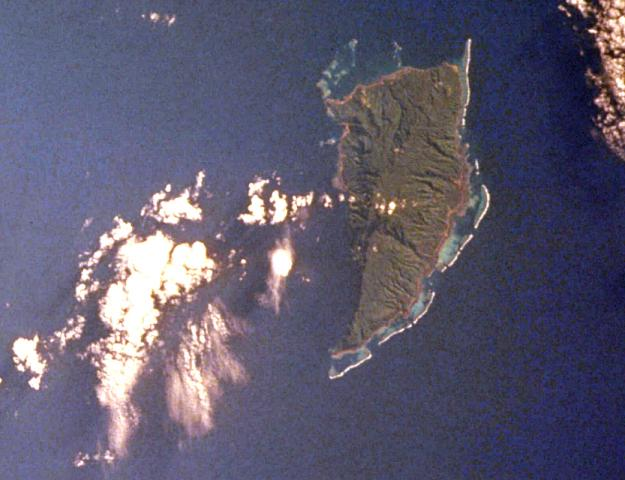

L'isola di Koro (nome che significa villaggio in figiano) è un'isola vulcanica della provincia di Lomaiviti nelle Figi che ha dato il suo nome al mar di Koro.
Con una superficie di 105,3 km² per 4 500 abitanti, è la settima isola delle Figi.